# Köping (comune)
Köping è un comune svedese di 24 855 abitanti, situato nella contea di Västmanland. Il suo capoluogo è la città omonima.

## Località
Nel territorio comunale sono comprese le seguenti aree urbane (tätort):
- Kolsva
- Köping
- Munktorp